# 필리핀 대중의 힘
필리핀 대중의 힘은 복지 국가를 지향하는 필리핀의 대중주의적 중도좌파 정당이다.